# كارولينا مينديز
كارولينا مينديز (بالبرتغالية: Carolina Mendes‏) (27 نوفمبر 1987 في البرتغال - ) هي لاعبة كرة قدم برتغالية في مركز الوسط. شاركت مع منتخب البرتغال لكرة القدم للسيدات. أما مع النوادي، فقد لعبت مع S.U. 1º Dezembro ‏ وWFC Rossiyanka ‏ وASD Riviera di Romagna Calcio Femminile ‏ وDjurgårdens IF Fotboll (women) ‏ وCD Badajoz (women) ‏ وUE L'Estartit ‏.

## وصلات خارجية
- كارولينا مينديز على موقع الاتحاد الأوربي (الإنجليزية)
- كارولينا مينديز على موقع اتحاد السويد (السويدية)
- كارولينا مينديز على موقع قاعدة بيانات كرة القدم.إي يو (الإنجليزية)
- كارولينا مينديز على موقع Soccerway.com (الإنجليزية)